# Hemigellius izuensis
Hemigellius izuensis är en svampdjursart som först beskrevs av Kazuo Hoshino 1982.  Hemigellius izuensis ingår i släktet Hemigellius och familjen Niphatidae. Inga underarter finns listade i Catalogue of Life.